# Isla Gardiners
Gardiners Island (en español: Isla Gardiners) es una pequeña isla de la ciudad de East Hampton del condado de Suffolk en el estado de Nueva York, que se encuentra en la bahía Gardiners entre dos penínsulas al este de Long Island. La isla posee 10 km de largo, 5 de ancho y tiene 43 km de costa. La isla ha sido propiedad de la familia Gardiner y de sus descendientes por casi 400 años. En ocasiones es considerada la isla privada más grande de América o del mundo, pero no lo es.
También es famosa desde que fue enterrado el tesoro de William Kidd en ella en 1699.

## Geografía
La isla tiene 1343 hectáreas de tamaño, de las cuales más de 400 son de bosque primario y otras 405 de prados. Muchos de los edificios datan del siglo XVII. En 1989, se dijo que se estimaba la isla en un valor de $125 millones.
Cuenta con la mayor representación de roble blanco en el noreste de Estados Unidos. Otros árboles incluyen el  arce, el cerezo silvestre y el abedul. La isla es el hogar de la mayor colonia de águilas pescadoras del estado de Nueva York, y es uno de los pocos lugares en el mundo donde construyen sus nidos en el suelo, debido a la ausencia de depredadores naturales en la isla.
Sus edificaciones incluyen las estructuras de madera más antiguas en el estado de Nueva York. Por ejemplo, una caseta de carpintero se construyó en 1639. Una pista de aterrizaje privada se localiza en el lado sur de la isla.

## Propietarios
- Lion Gardiner, como colono propietario, primer propietario y señor del señorío entre 1639 y 1663.
- John Lyon Gardiner I.
- John Lyon Gardiner II, de ? a 1910.
- Sarah Diodati Gardiner, de 1937 a 1953.
- Alexandra Gardiner Creel y Robert David Lion Gardiner, 16º Señor de la Mansión, 1953 a ?
- Alexandra Creel Goelet, única propietaria después de la muerte de su tío, del 2004 hasta el presente.